# Saint-Génis-des-Fontaines
Pour les articles homonymes, voir Saint-Genis (homonymie).
Saint-Génis-des-Fontaines [sɛ̃ ʒenis de fɔ̃tɛn]  est une commune française, située dans l'est du département des Pyrénées-Orientales en région Occitanie. Ses habitants sont appelés les Saint-Génisiens. Sur le plan historique et culturel, la commune est dans le Roussillon, une ancienne province du royaume de France, qui a existé de 1659 jusqu'en 1790 et qui recouvrait les trois vigueries du Roussillon, du Conflent et de Cerdagne.
Exposée à un climat méditerranéen, elle est drainée par le Tanyari, la rivière de Laroque et par un autre cours d'eau. La commune possède un patrimoine naturel remarquable composé de deux zones naturelles d'intérêt écologique, faunistique et floristique.
Saint-Génis-des-Fontaines est une commune urbaine qui compte 2 985 habitants en 2022, après avoir connu une forte hausse de la population depuis 1962. Elle est dans l'unité urbaine de Saint-Génis-des-Fontaines et fait partie de l'aire d'attraction de Perpignan. Ses habitants sont appelés les Saint-Génisiens ou  Saint-Génisiennes.

## Géographie

### Localisation
La commune de Saint-Génis-des-Fontaines se trouve dans le département des Pyrénées-Orientales, en région Occitanie.
Elle se situe à 18 km à vol d'oiseau de Perpignan, préfecture du département, et à 15 km de Céret, sous-préfecture.
Les communes les plus proches sont : 
Laroque-des-Albères (2,2 km), Villelongue-dels-Monts (2,4 km), Sorède (3,1 km), Brouilla (3,2 km), Montesquieu-des-Albères (4,3 km), Ortaffa (4,3 km), Saint-André (4,3 km), Palau-del-Vidre (4,7 km).
Sur le plan historique et culturel, Saint-Génis-des-Fontaines fait partie de l'ancienne province du royaume de France, le Roussillon, qui a existé de 1659 jusqu'à la création du département des Pyrénées-Orientales en 1790 et qui recouvrait les trois vigueries du Roussillon, du Conflent et de Cerdagne.

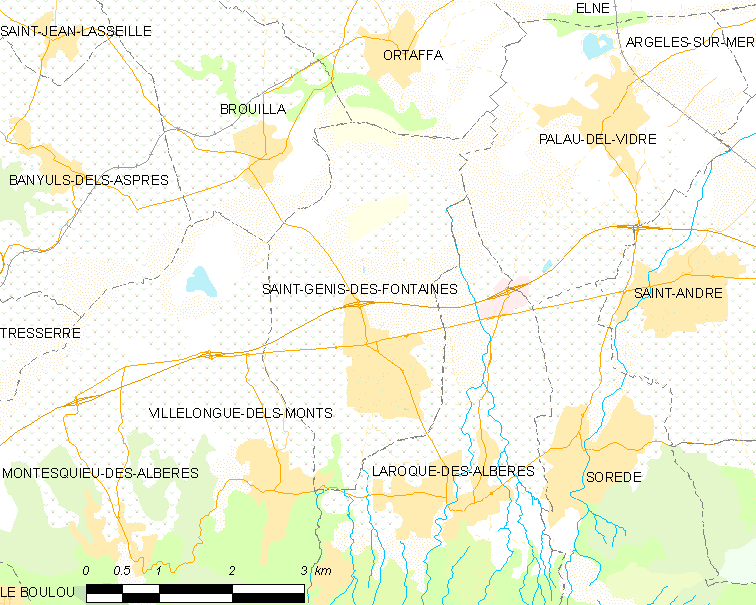
Situation de la commune.

| Brouilla               | Ortaffa                   | Palau-del-Vidre     |
|                        | Saint-Génis-des-Fontaines |                     |
| Villelongue-dels-Monts |                           | Laroque-des-Albères |

### Géologie et relief
La commune est classée en zone de sismicité 3, correspondant à une sismicité modérée.

### Climat
Pour des articles plus généraux, voir Climat de l'Occitanie et Climat des Pyrénées-Orientales.
En 2010, le climat de la commune est de type climat méditerranéen franc, selon une étude du CNRS s'appuyant sur une série de données couvrant la période 1971-2000. En 2020, Météo-France publie une typologie des climats de la France métropolitaine dans laquelle la commune est exposée à un climat méditerranéen et est dans la région climatique Provence, Languedoc-Roussillon, caractérisée par une pluviométrie faible en été, un très bon ensoleillement (2 600 h/an), un été chaud (21,5 °C), un air très sec en été, sec en toutes saisons, des vents forts (fréquence de 40 à 50 % de vents > 5 m/s) et peu de brouillards.
Pour la période 1971-2000, la température annuelle moyenne est de 15,3 °C, avec une amplitude thermique annuelle de 15,4 °C. Le cumul annuel moyen de précipitations est de 686 mm, avec 5,1 jours de précipitations en janvier et 2,9 jours en juillet. Pour la période 1991-2020, la température moyenne annuelle observée sur la station météorologique la plus proche, située sur la commune du Perthus à 10 km à vol d'oiseau, est de 15,4 °C et le cumul annuel moyen de précipitations est de 849,6 mm,. Pour l'avenir, les paramètres climatiques de la commune estimés pour 2050 selon différents scénarios d’émission de gaz à effet de serre sont consultables sur un site dédié publié par Météo-France en novembre 2022.

### Milieux naturels et biodiversité
L’inventaire des zones naturelles d'intérêt écologique, faunistique et floristique (ZNIEFF) a pour objectif de réaliser une couverture des zones les plus intéressantes sur le plan écologique, essentiellement dans la perspective d’améliorer la connaissance du patrimoine naturel national et de fournir aux différents décideurs un outil d’aide à la prise en compte de l’environnement dans l’aménagement du territoire.
Une ZNIEFF de type 1 est recensée sur la commune :
la « vallée du Tech de Céret à Ortaffa » (611 ha), couvrant 10 communes du département et une ZNIEFF de type 2, : 
la « rivière le Tech » (933 ha), couvrant 14 communes du département.

Carte des ZNIEFF de type 1 et 2 à Saint-Génis-des-Fontaines.
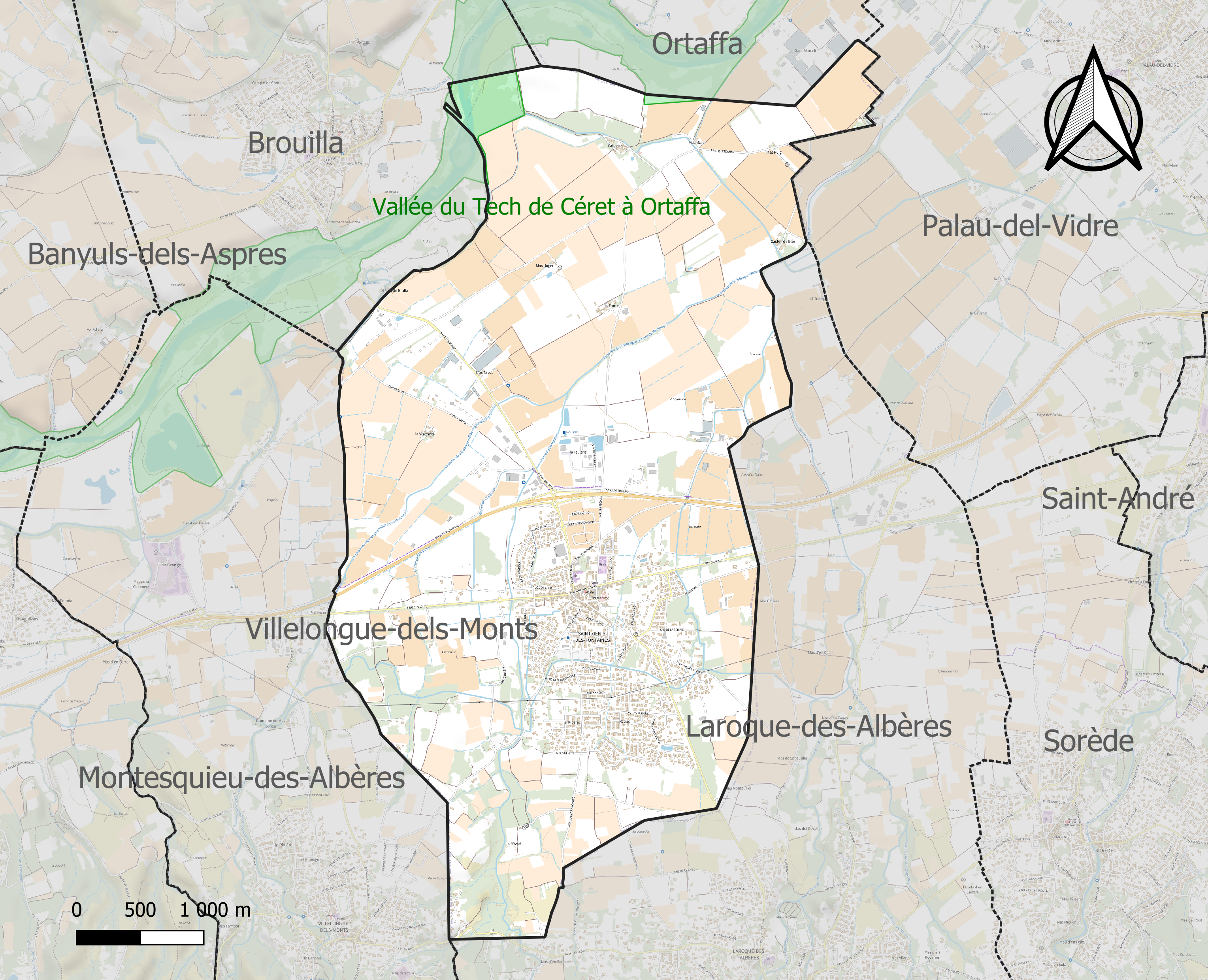
Carte de la ZNIEFF de type 1 sur la commune.
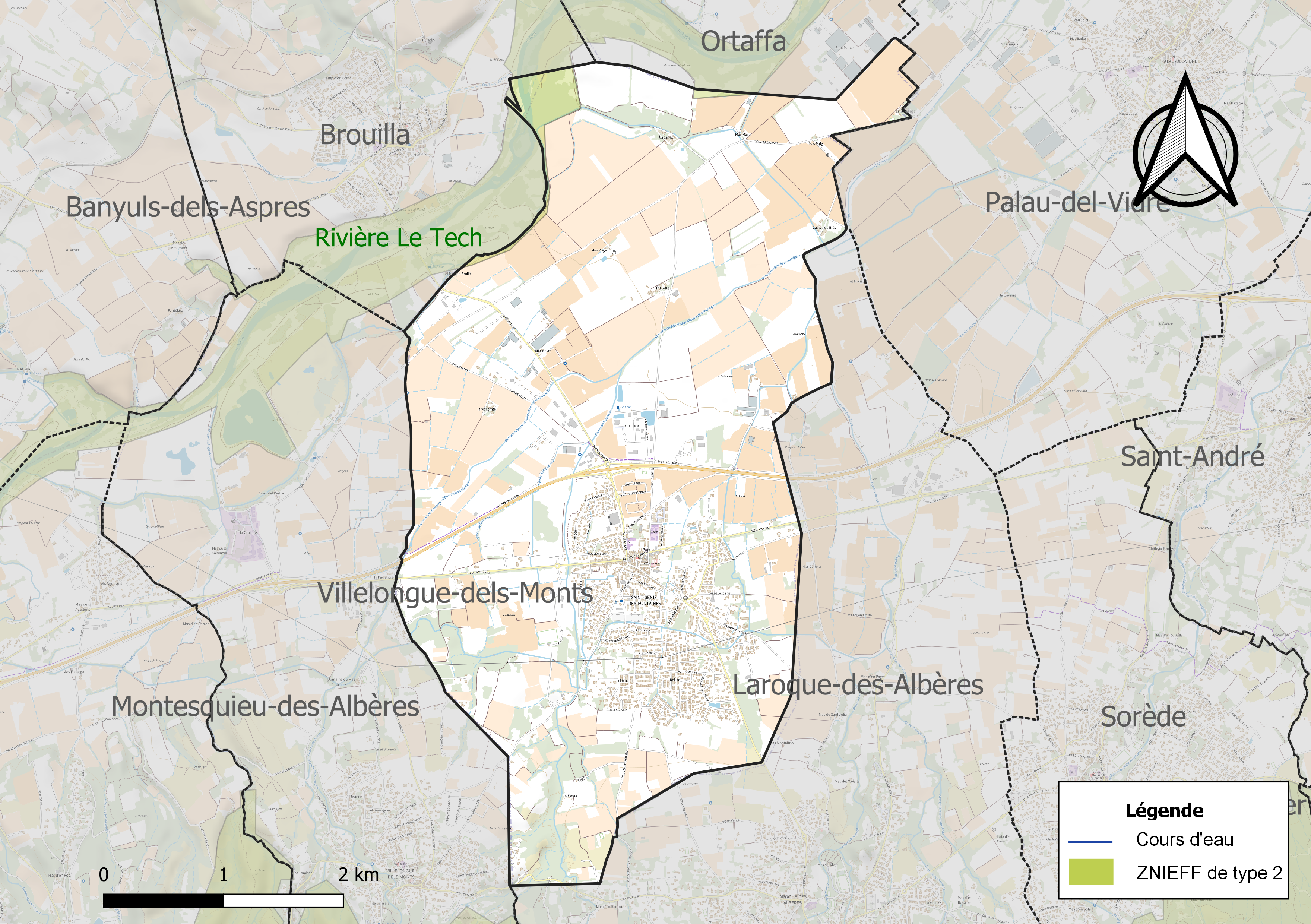
Carte de la ZNIEFF de type 2 sur la commune.

## Urbanisme

### Typologie
Au 1er janvier 2024, Saint-Génis-des-Fontaines est catégorisée petite ville, selon la nouvelle grille communale de densité à sept niveaux définie par l'Insee en 2022.
Elle appartient à l'unité urbaine de Saint-Génis-des-Fontaines, une unité urbaine monocommunale constituant une ville isolée,. Par ailleurs la commune fait partie de l'aire d'attraction de Perpignan, dont elle est une commune de la couronne,. Cette aire, qui regroupe 118 communes, est catégorisée dans les aires de 200 000 à moins de 700 000 habitants,.

### Occupation des sols
L'occupation des sols de la commune, telle qu'elle ressort de la base de données européenne d’occupation biophysique des sols Corine Land Cover (CLC), est marquée par l'importance des territoires agricoles (84,9 % en 2018), en diminution par rapport à 1990 (88,1 %). La répartition détaillée en 2018 est la suivante : cultures permanentes (69,4 %), zones urbanisées (13,9 %), zones agricoles hétérogènes (10,1 %), terres arables (5,3 %), forêts (1,3 %). L'évolution de l’occupation des sols de la commune et de ses infrastructures peut être observée sur les différentes représentations cartographiques du territoire : la carte de Cassini (XVIIIe siècle), la carte d'état-major (1820-1866) et les cartes ou photos aériennes de l'IGN pour la période actuelle (1950 à aujourd'hui).

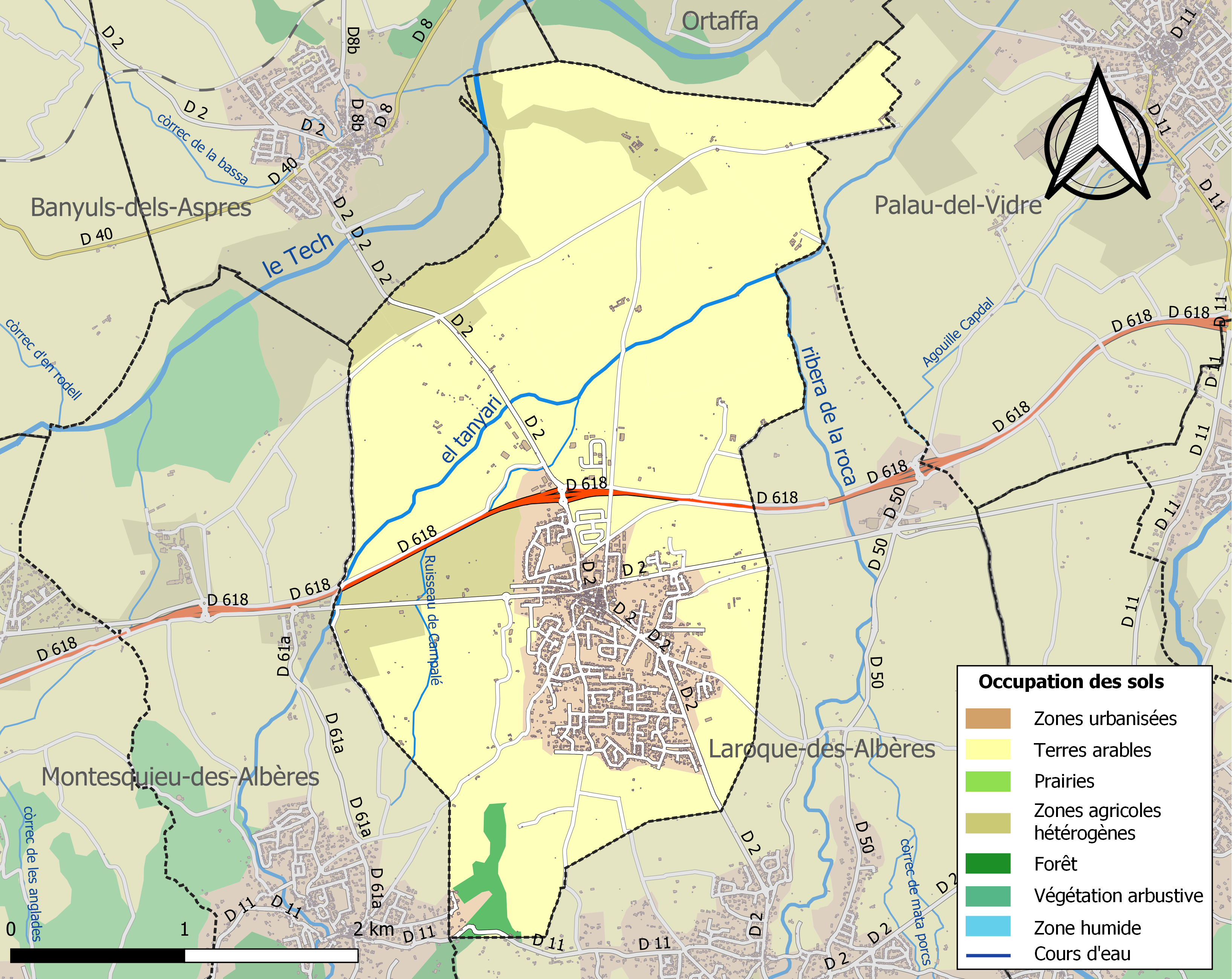
Carte des infrastructures et de l'occupation des sols de la commune en 2018 (CLC).

### Voies de communication et transports
Les lignes 550 (Céret - Argelès-sur-Mer), 552 (Saint-Génis-des-Fontaines - Argelès-sur-Mer) et 553 (Saint-Génis-des-Fontaines - Gare de Perpignan) du réseau régional liO assurent la desserte de la commune.

### Risques majeurs
Le territoire de la commune de Saint-Génis-des-Fontaines est vulnérable à différents aléas naturels : inondations, climatiques (grand froid ou canicule), feux de forêts, mouvements de terrains et séisme (sismicité modérée),.
Certaines parties du territoire communal sont susceptibles d’être affectées par le risque d’inondation par crue torrentielle de cours d'eau du bassin du Tech.
Les mouvements de terrains susceptibles de se produire sur la commune sont liés au retrait-gonflement des argiles. Une cartographie nationale de l'aléa retrait-gonflement des argiles permet de connaître les sols argileux ou marneux susceptibles vis-à-vis de ce phénomène.
Ces risques naturels sont pris en compte dans l'aménagement du territoire de la commune par le biais d'un plan de surfaces submersibles valant plan de prévention des risques.

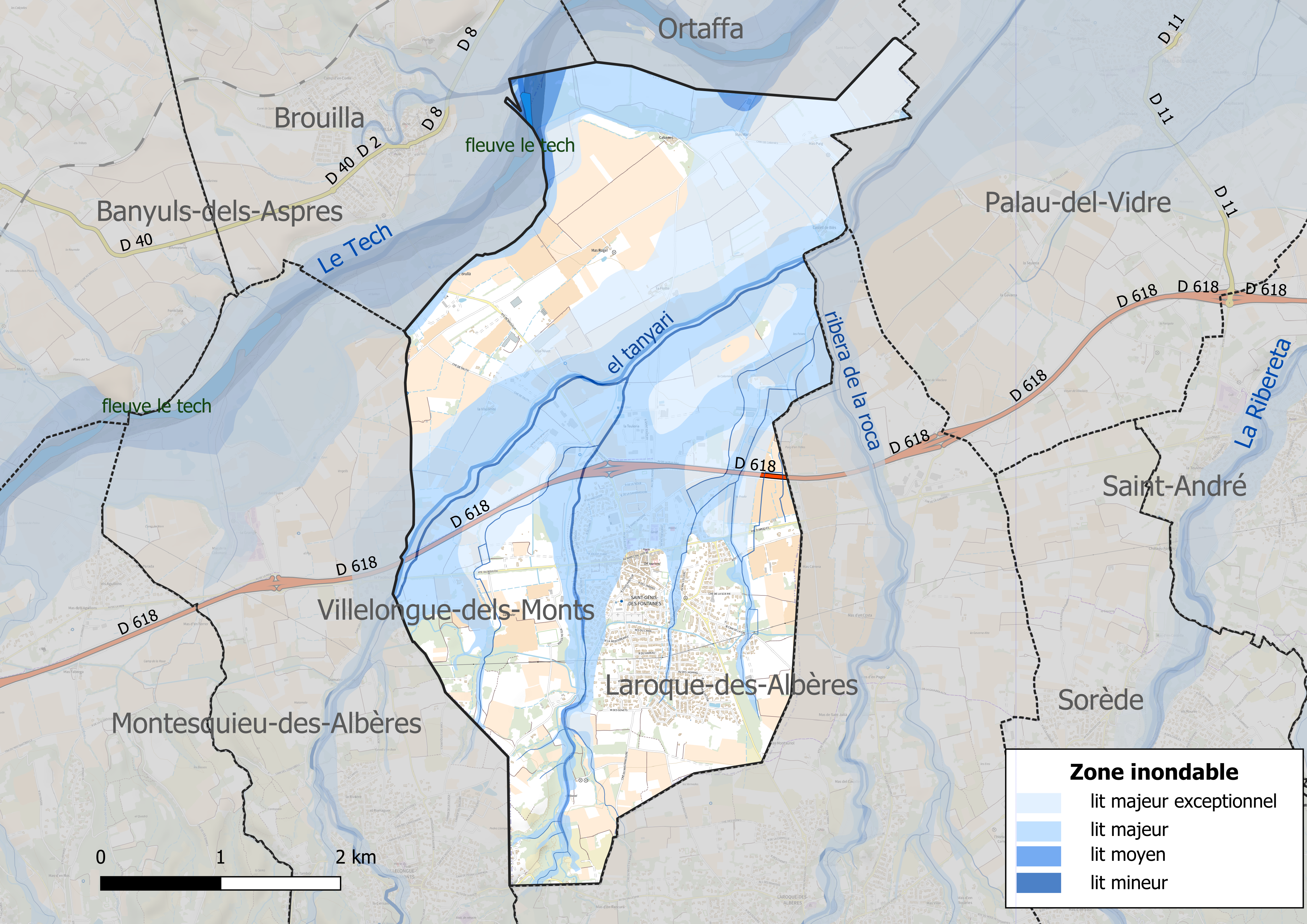
Carte des zones inondables.
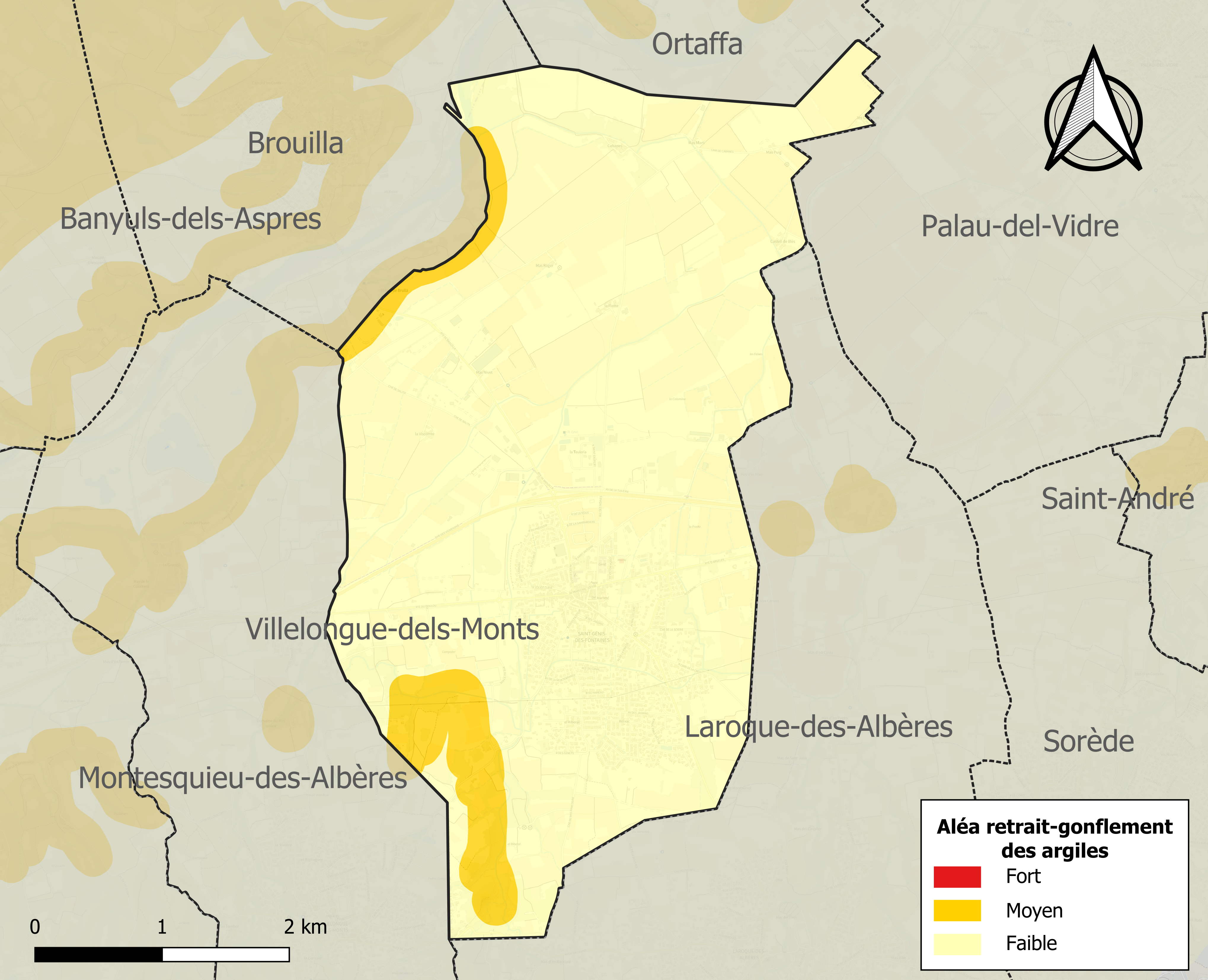
Carte des zones d'aléa retrait-gonflement des argiles.

## Toponymie
En catalan, le nom de la commune est Sant Genís de Fontanes.
Par décret du 9 février 1968, Saint-Génis devient Saint-Génis-des-Fontaines.

## Politique et administration

### Canton
En 1790 la commune de Saint-Génis-des-Fontaines est incluse dans le canton d'Argelès au sein du district de Céret. Elle est rattachée au canton de Laroque en 1793 puis revient au canton d'Argelès en 1801, dont elle a fait partie depuis. À compter de mars 2015, la commune est incluse dans le nouveau canton de Vallespir-Albères.

### Liste des maires
| Période                                  | Période                   | Identité               | Étiquette   | Qualité |
| ---------------------------------------- | ------------------------- | ---------------------- | ----------- | --- |
| avant 1981                               | ?                         | Jean Vaset             | PS          | |
| juin 1995                                | avril 2006 (décès)        | Michel Berdaguer       | DL puis UMP | Ancien conseiller général du canton de Perpignan-3 (1985 → 1992)                                                             |
| avril 2006                               | mai 2020                  | Raymond Lopez,         | UMP-LR      | Retraité |
| mai 2020                                 | En cours (au 26 mai 2020) | Nathalie Regond-Planas | SE          | Ancienne responsable administrative et financière 2e vice-présidente de la CC Albères - Côte Vermeille - Illibéris (2020 → ) |
| Les données manquantes sont à compléter. |                           |                        |             | |

## Population et société

### Démographie ancienne
La population est exprimée en nombre de feux (f) ou d'habitants (H).
| 1358 | 1359 | 1378 | 1470 | 1515 | 1553 | 1643 | 1720 | 1730 |
| ---- | ---- | ---- | ---- | ---- | ---- | ---- | ---- | ---- |
| 19 f | 19 f | 14 f | 10 f | 7 f  | 9 f  | 22 f | 38 f | 49 f |

| 1767  | 1774 | 1789 | - | - | - | - | - | - |
| ----- | ---- | ---- | - | - | - | - | - | - |
| 204 H | 49 f | 53 f | - | - | - | - | - | - |

Notes :
- 1774 : pour Saint-Génis, Villeclare et Cabanes ;
- 1789 : pour Saint-Génis-des-Fontaines et Cabanes.

### Démographie contemporaine
L'évolution du nombre d'habitants est connue à travers les recensements de la population effectués dans la commune depuis 1793. Pour les communes de moins de 10 000 habitants, une enquête de recensement portant sur toute la population est réalisée tous les cinq ans, les populations de référence des années intermédiaires étant quant à elles estimées par interpolation ou extrapolation. Pour la commune, le premier recensement exhaustif entrant dans le cadre du nouveau dispositif a été réalisé en 2007.

En 2022, la commune comptait 2 985 habitants, en évolution de +6,68 % par rapport à 2016 (Pyrénées-Orientales : +3,92 %, France hors Mayotte : +2,11 %).
| 1793 | 1800 | 1806 | 1821 | 1831 | 1836 | 1841 | 1846 | 1851 |
| ---- | ---- | ---- | ---- | ---- | ---- | ---- | ---- | ---- |
| 142  | 194  | 245  | 326  | 380  | 315  | 330  | 330  | 377  |

| 1856 | 1861 | 1866 | 1872 | 1876 | 1881 | 1886 | 1891 | 1896 |
| ---- | ---- | ---- | ---- | ---- | ---- | ---- | ---- | ---- |
| 360  | 380  | 371  | 360  | 419  | 537  | 637  | 724  | 730  |

| 1901 | 1906 | 1911 | 1921 | 1926 | 1931 | 1936 | 1946 | 1954 |
| ---- | ---- | ---- | ---- | ---- | ---- | ---- | ---- | ---- |
| 791  | 809  | 821  | 812  | 706  | 757  | 751  | 744  | 763  |

| 1962 | 1968  | 1975  | 1982  | 1990  | 1999  | 2006  | 2007  | 2012  |
| ---- | ----- | ----- | ----- | ----- | ----- | ----- | ----- | ----- |
| 929  | 1 051 | 1 107 | 1 298 | 1 744 | 2 419 | 2 737 | 2 783 | 2 748 |

| 2017  | 2022  | - | - | - | - | - | - | - |
| ----- | ----- | - | - | - | - | - | - | - |
| 2 826 | 2 985 | - | - | - | - | - | - | - |

| selon la population municipale des années : | 1968 | 1975 | 1982 | 1990 | 1999 | 2006 | 2009 | 2013 |
| Rang de la commune dans le département      | 50   | 54   | 49   | 48   | 40   | 40   | 41   | 44   |
| Nombre de communes du département           | 232  | 217  | 220  | 225  | 226  | 226  | 226  | 226  |

### Enseignement
- École primaire des Platanes.[réf. nécessaire]
- École maternelle Pierre Brossolette.

### Manifestations culturelles et festivités
- Fête patronale et communale : 29 septembre[36].

### Sports
La ville s'est récemment dotée en 2024 d'un parc tennistique, disposant de 2 terrains en terre battue couverts, 3 terrains en green set en extérieur, et 2 terrains de padel.
La ville dispose également d'une salle de judo, d'un terrain de rugby, et d'un gymnase.

## Économie

### Revenus
En 2018, la commune compte 1 358 ménages fiscaux, regroupant 2 832 personnes. La médiane du revenu disponible par unité de consommation est de 21 310 € (19 350 € dans le département). 47 % des ménages fiscaux sont imposés (42,1 % dans le département).

### Emploi
|                | 2008   | 2013   | 2018   |
| -------------- | ------ | ------ | ------ |
| Commune        | 8,9 %  | 12,3 % | 14,6 % |
| Département    | 10,3 % | 12,9 % | 13,3 % |
| France entière | 8,3 %  | 10 %   | 10 %   |

En 2018, la population âgée de 15 à 64 ans s'élève à 1 390 personnes, parmi lesquelles on compte 69,5 % d'actifs (54,9 % ayant un emploi et 14,6 % de chômeurs) et 30,5 % d'inactifs,. En  2018, le taux de chômage communal (au sens du recensement) des 15-64 ans est supérieur à celui de la France et du département, alors qu'il était inférieur à celui du département en 2008.
La commune fait partie de la couronne de l'aire d'attraction de Perpignan, du fait qu'au moins 15 % des actifs travaillent dans le pôle,. Elle compte 554 emplois en 2018, contre 504 en 2013 et 465 en 2008. Le nombre d'actifs ayant un emploi résidant dans la commune est de 779, soit un indicateur de concentration d'emploi de 71,1 % et un taux d'activité parmi les 15 ans ou plus de 39,5 %.
Sur ces 779 actifs de 15 ans ou plus ayant un emploi, 251 travaillent dans la commune, soit 32 % des habitants. Pour se rendre au travail, 81,3 % des habitants utilisent un véhicule personnel ou de fonction à quatre roues, 2,2 % les transports en commun, 8,4 % s'y rendent en deux-roues, à vélo ou à pied et 8,1 % n'ont pas besoin de transport (travail au domicile).

### Activités hors agriculture

#### Secteurs d'activités
223 établissements sont implantés  à Saint-Génis-des-Fontaines au 31 décembre 2019. Le tableau ci-dessous en détaille le nombre par secteur d'activité et compare les ratios avec ceux du département,.
| Secteur d'activité                                                                                        | Commune | Commune | Département |
| Secteur d'activité                                                                                        | Nombre  | %       | %           |
| --- | ------- | ------- | ----------- |
| Ensemble                                                                                                  | 223     | 100 %   | (100 %)     |
| Industrie manufacturière, industries extractives et autres                                                | 20      | 9 %     | (8,7 %)     |
| Construction                                                                                              | 41      | 18,4 %  | (14,3 %)    |
| Commerce de gros et de détail, transports, hébergement et restauration                                    | 41      | 18,4 %  | (30,5 %)    |
| Information et communication                                                                              | 8       | 3,6 %   | (1,9 %)     |
| Activités financières et d'assurance                                                                      | 8       | 3,6 %   | (3 %)       |
| Activités immobilières                                                                                    | 16      | 7,2 %   | (6,2 %)     |
| Activités spécialisées, scientifiques et techniques et activités de services administratifs et de soutien | 29      | 13 %    | (13 %)      |
| Administration publique, enseignement, santé humaine et action sociale                                    | 44      | 19,7 %  | (13,9 %)    |
| Autres activités de services                                                                              | 16      | 7,2 %   | (8,5 %)     |

Le secteur de l'administration publique, l'enseignement, la santé humaine et l'action sociale est prépondérant sur la commune puisqu'il représente 19,7 % du nombre total d'établissements de la commune (44 sur les 223 entreprises implantées  à Saint-Génis-des-Fontaines), contre 13,9 % au niveau départemental.

#### Entreprises et commerces
Les cinq entreprises ayant leur siège social sur le territoire communal qui génèrent le plus de chiffre d'affaires en 2020 sont : 
- SARL CBS Betons Carrieres Beton Services, fabrication de béton prêt à l'emploi (11 221 k€)
- Isolasud, travaux d'isolation (1 749 k€)
- Saba, supermarchés (970 k€)
- Space Alu, travaux de menuiserie métallique et serrurerie (716 k€)
- Boucherie Charcuterie Casenove, charcuterie (565 k€)

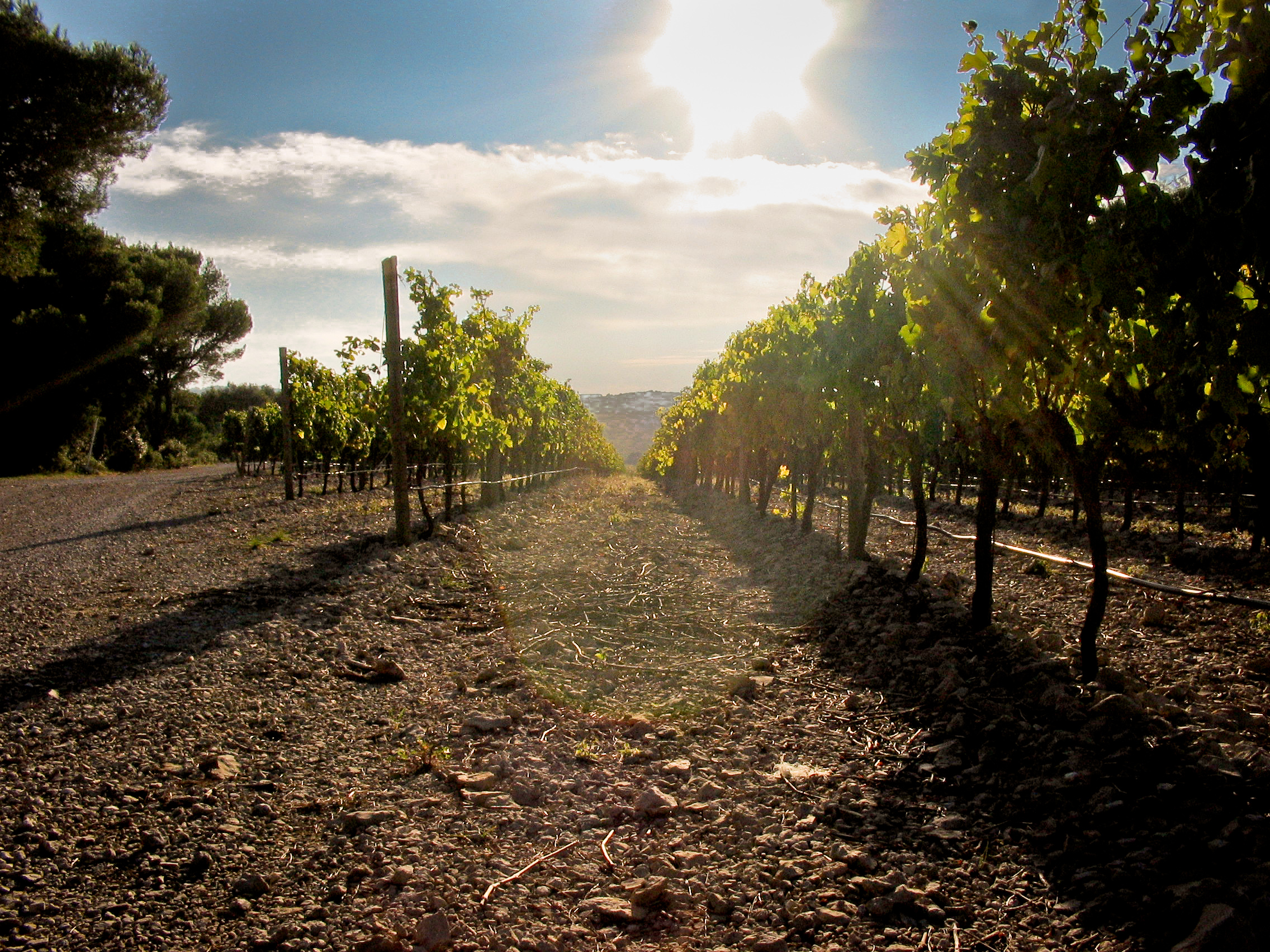
Vignoble à Saint-Genis-des-Fontaines, producteur de muscat de Rivesaltes.

### Agriculture
La commune est dans la « plaine du Roussillon », une petite région agricole occupant la bande côtière et une grande partie centrale du département des Pyrénées-Orientales. En 2020, l'orientation technico-économique de l'agriculture  sur la commune est la culture de fruits ou d'autres cultures permanentes.
|               | 1988 | 2000 | 2010 | 2020 |
| ------------- | ---- | ---- | ---- | ---- |
| Exploitations | 56   | 39   | 28   | 24   |
| SAU (ha)      | 552  | 516  | 431  | 465  |

Le nombre d'exploitations agricoles en activité et ayant leur siège dans la commune est passé de 56 lors du recensement agricole de 1988  à 39 en 2000 puis à 28 en 2010 et enfin à 24 en 2020, soit une baisse de 57 % en 32 ans. Le même mouvement est observé à l'échelle du département qui a perdu pendant cette période 73 % de ses exploitations,. La surface agricole utilisée sur la commune a également diminué, passant de 552 ha en 1988 à 465 ha en 2020. Parallèlement la surface agricole utilisée moyenne par exploitation a augmenté, passant de 10 à 19 ha.

### Revenus de la population et fiscalité
En 2010, le revenu fiscal médian par ménage était de 27 452 €.

## Culture locale et patrimoine

### Monuments et lieux touristiques

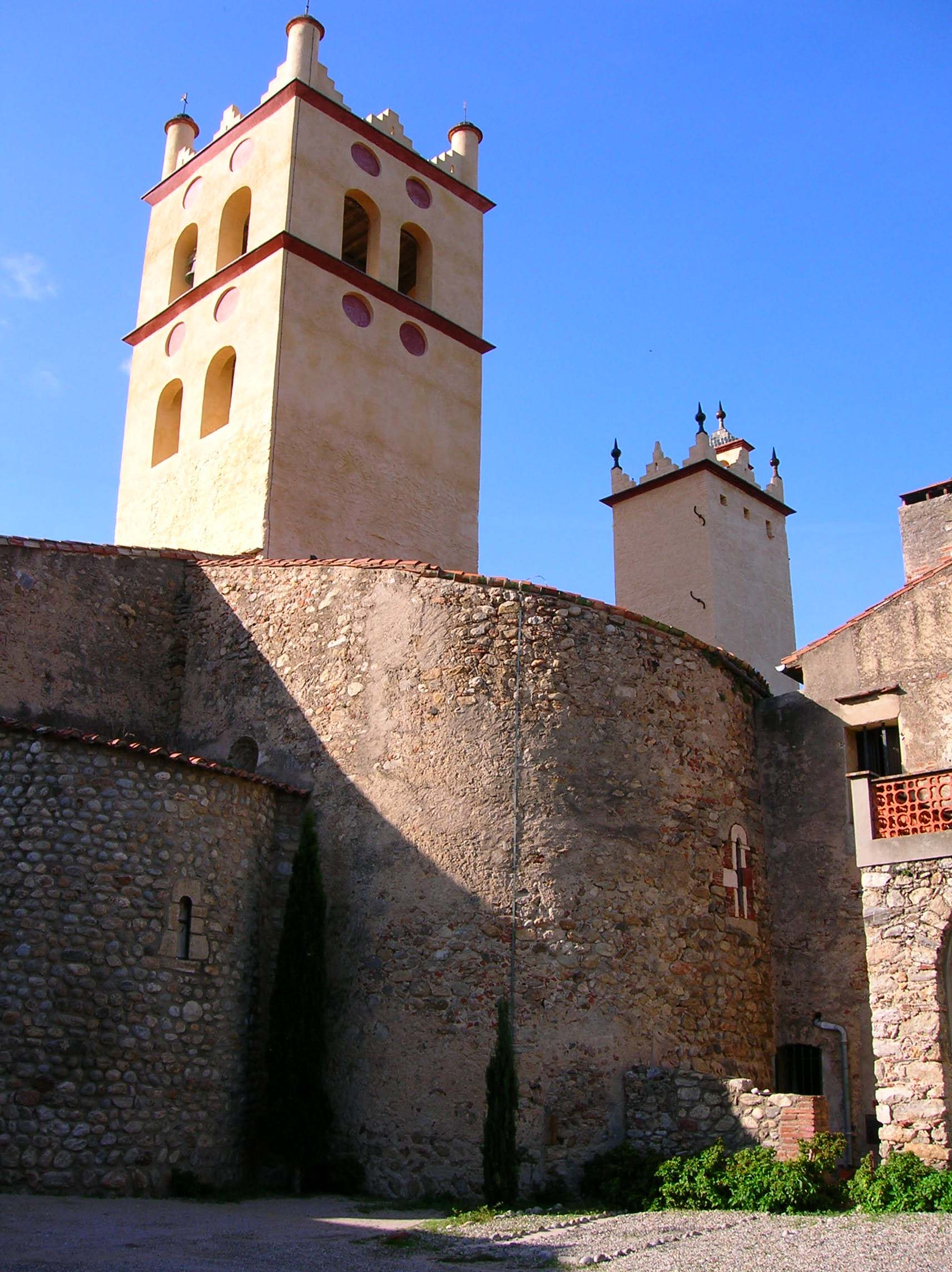
Vue de l'église et les clochers de l'ancienne abbaye de Saint-Génis-des-Fontaines

- Église Saint-Michel de Saint-Génis-des-Fontaines, partie de l'abbaye de Saint-Génis (IXe - Xe siècle), avec son célèbre linteau l'une des plus anciennes traces écrite de l'art roman. Elle est classée au titre des monuments historiques par les arrêtés du 3 novembre 1892 et du 28 septembre 1966[42].
- Le cloître de Saint-Génis-des-Fontaines daté de 1271-1283 sous l'abbé Michel, dont les restes ont été classés au titre des monuments historiques par arrêté du 17 juillet 1924[43]. Les deux tiers de ce cloître ont été achetés par l'antiquaire Paul Gouvert en 1924. Ayant deux clients potentiels, il fait sculpter en véritable marbre rose de Villefranche-de-Conflent 23 chapiteaux supplémentaires. Il peut alors vendre un premier cloître au banquier grec Zani Nicolas Chrysoveloni en 1925 qui l'a transporté et remonté dans le parc de son château des Mesnuls, tout en offrant trois colonnes et deux arcades au musée du Louvre. Il vend ensuite un deuxième cloître supposé tout aussi authentique au musée de Philadelphie en 1928. Il s'est alors posé le problème de l'authenticité des éléments du château des Mesnuls. Ces éléments ont été authentifiés au moment de leur démontage, l'essentiel du cloître de Philadelphie étant constitué de copies[44]. L'État a acheté le cloître qui se trouvait au château des Mesnuls en 1982 et le musée du Louvre a restitué en 1984 les éléments en sa possession pour reconstruire le cloître à son emplacement initial de Saint-Génis-des-Fontaines[43],[45]. L'ensemble retrouvé a été classé au titre des monuments historiques par arrêté du 5 mai 1975[43].
- L'église romane Sainte-Colombe dans le domaine de Cabanes, à deux kilomètres au nord de Saint-Génis, est classée au titre des monuments historiques par arrêté du 5 décembre 1984[46]. Initialement partie d'un prieuré, elle servait de centre de soins pour les voyageurs et pèlerins au Moyen Âge[47].

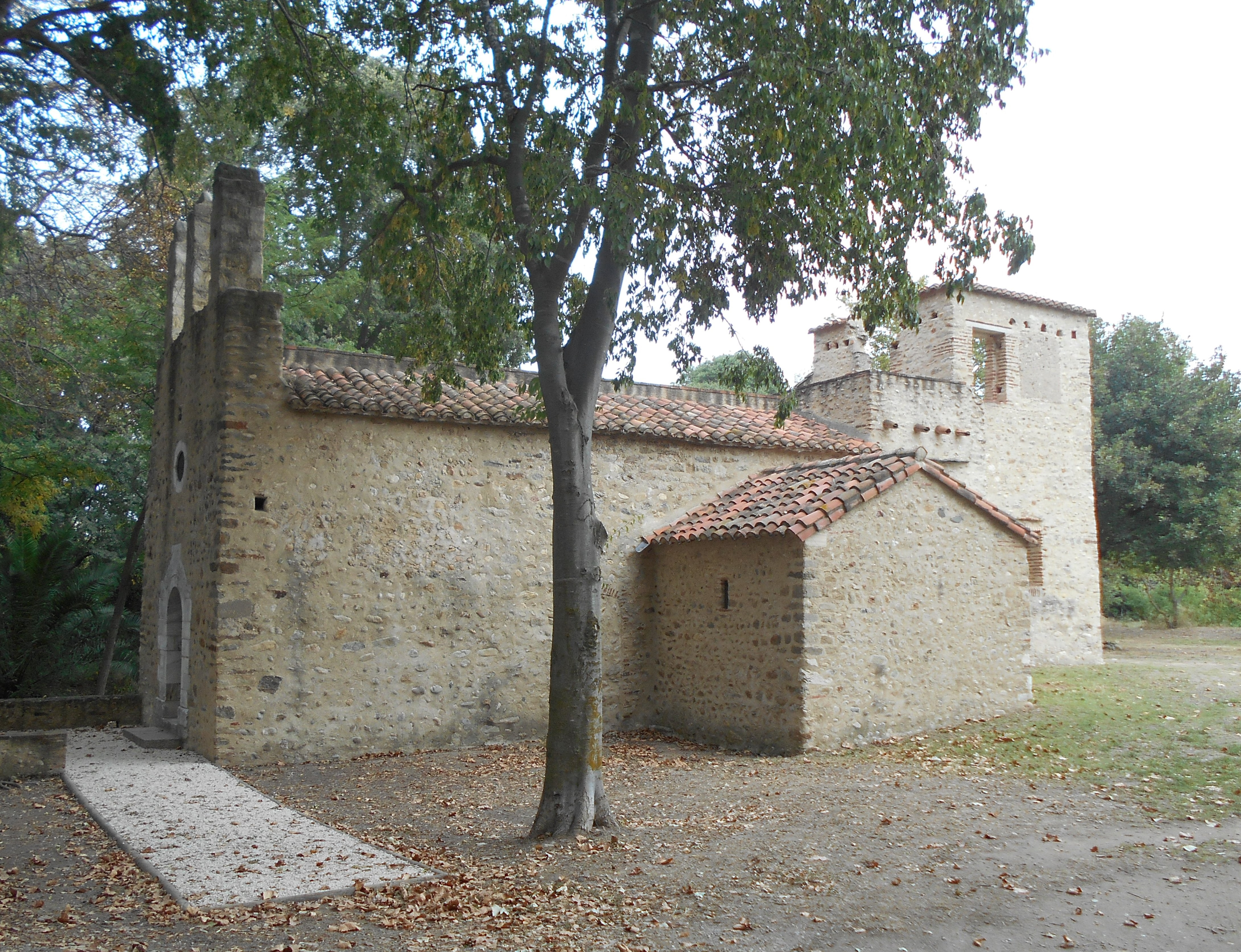
Église Sainte-Colombe de Cabanes
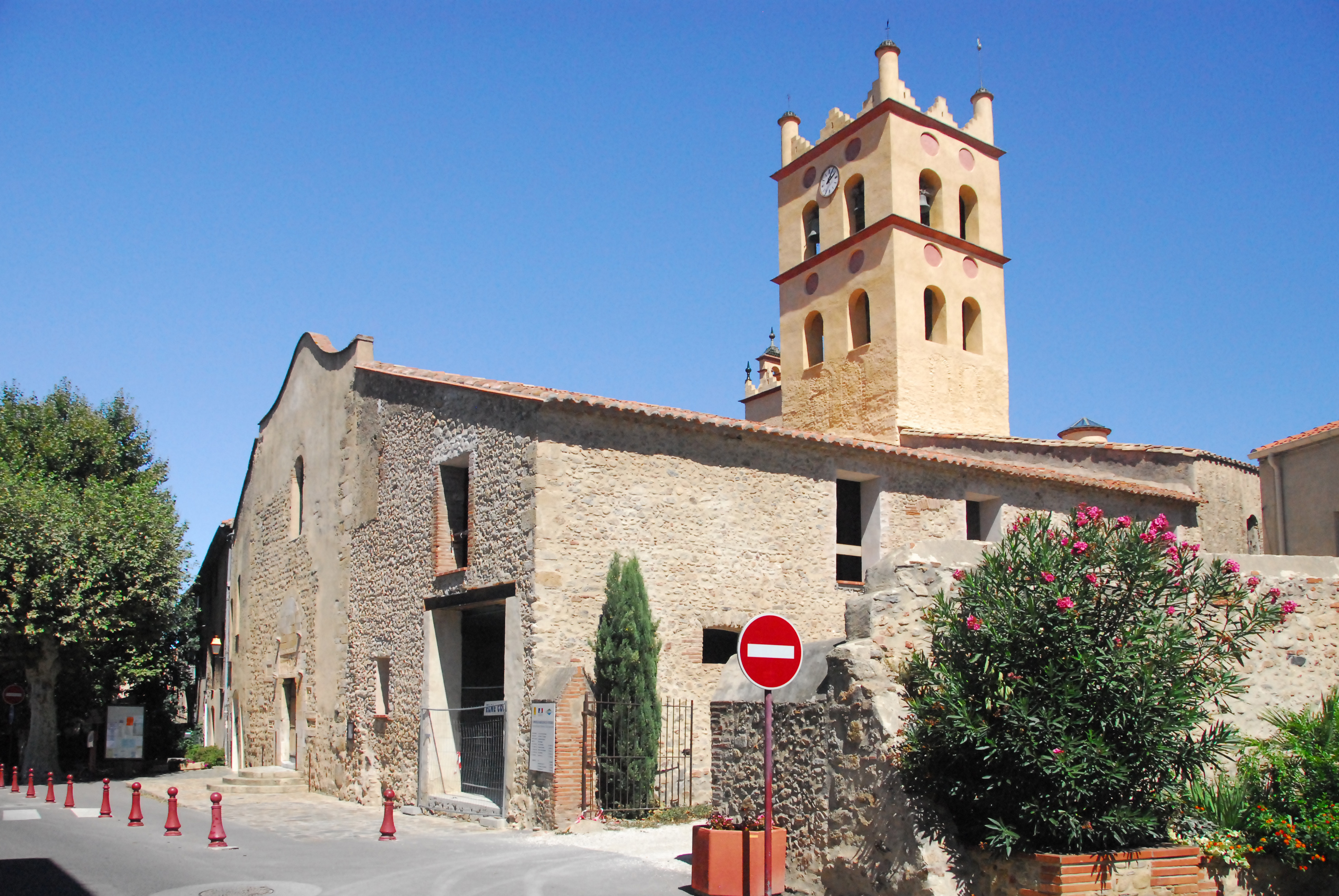
Abbatiale Saint-Michel de Saint-Génis-des-Fontaines

### Personnalités liées à la commune
- Joan-Pere Pujol, écrivain, auteur de plusieurs livres concernant l'occultisme et le catalanisme.
- Annie Pujol, animatrice du jeu télévisé des années 1980 « La roue de la fortune » (elle tournait les lettres).